# Podkidysj
Podkidysj (russisk: Подкидыш, da.: Fundamentet) er en sovjetisk familiefilm fra 1940 produceret af Mosfilm og instrueret af Tatjana Lukasjevitj.
Filmen, der havde premiere den 27. januar 1940, er en af de første sovjetiske familiefilm. Filmens negativer blev destrueret under et bombeangreb under 2. verdenskrig, men er senere blevet restaureret baseret på en filmkopi, dr blev fundet i USSR's statsligefilmarkiver. Den oprindelige film er optaget i sort-hvid, men der blev i 2010 genskabt en udgave i farver.

## Handling
Den lille pige Natasja går ud og bliver væk i den store by. Hendes færd blev fulgt af alle, som hun møder på sin fascinerende og muntre rejse gennem Moskva. Mens Natasha vandrer rundt i byen, får hun en masse venner, blandt både voksne og børn. Alting ender selvfølgelig godt.
"Fundamentet" i filmen er den femårige pige Natasja. Natasjas mor (Olga Zjizneva) går ud af byen for at leje en datja til familien, instruerer sin ældste søn, skoledrengen Jurij om at passe pigen. Jurij instruerer Natasja om at sove mens han har besøg af sine pionervenner, men Natasja sig i stedet på og går ud alene i den store by for første gang. Under sin tur oplever hun en masse: Hun ender i en børnehave, hvor læreren uden held forsøger at finde ud af navn og adresse på det barn, der har sluttet sig til gruppen. Så befinder Natasja sig i lejligheden tilhørende en barnløse geolog Jevgen Semyonovich, der håber at Natasja er sendt til ham. Mens naboerne ordner tingene, løber Natasja efter en kat.
Natasjas oplevelser fortsætter, men mens hun bevæger sig rundt i Moskva, leder en række mennesker efter hende, og til sidste bliver hun fundet og genforenet med familien. Da hun er hjemme, krammer den søvnige pige sin mor og foreslår: "Mor, lad os fare vild sammen i morgen."

## Medvirkende
- Veronika Lebedeva som Natasja
- Faina Ranevskaja som Ljalja
- Pjotr Repnin som Mulja
- Rostislav Pljatt
- Rina Zeljonaja som Arisja

I filmen medvirker også den senere kendte russiske skuespiller Oleg Basilasjvili i en ukrediteret rolle som en lille dreng på en cykel.